# Blutroter Hautkopf
Der giftige Blutrote Hautkopf (Cortinarius sanguineus) ist eine Pilzart aus der Familie der Schleierlingsverwandten. Sein ganzer Fruchtkörper ist mehr oder weniger dunkelblutrot gefärbt. Die Fruchtkörper erscheinen von August bis Oktober in feuchten Nadelwäldern.

## Merkmale

### Makroskopische Merkmale
Der Hut ist 1–4 cm breit, jung kegelig bis halbkugelig und später gewölbt mit meist abgeflachtem bis vertieftem Scheitel, der bisweilen einen stumpfen Buckel tragen kann. Die Oberfläche ist matt, fein filzig bis schuppig und dunkel blutrot bis braunrot gefärbt. Im Alter kann der Hut schmutzig orange-bräunlich ausblassen. Der Rand ist jung mit braunroten Velumresten behangen und nicht gerieft.
Die recht bauchigen und ziemlich entfernt stehenden Lamellen sind ausgebuchtet am Stiel angewachsen. Sie sind jung dunkel blutrot gefärbt und besitzen die gleiche Färbung wie die flüchtige Cortina. Im Alter sind die Lamellen durch das rostbraune Sporenpulver mehr rotbraun gefärbt.
Der schlanke, mehr oder weniger hin- und hergebogene Stiel ist 3–7 cm lang und 0,3–0,7 cm breit. Er ist voll bis fast hohl und dunkel blutrot bis braunrot gefärbt, die mitunter leicht verdickte Stielbasis ist oft etwas heller und mehr orangefilzig. Das dunkelrote Fleisch riecht schwach rettichartig und schmeckt mild bis bitterlich.

### Mikroskopische Merkmale
Die elliptischen bis apfelkernförmigen Sporen sind 6–9 µm lang und 4–5 µm breit, ihre Oberfläche ist feinwarzig.

## Artabgrenzung
Der Blutrote Hautkopf ist dadurch gekennzeichnet, dass sein ganzer Fruchtkörper mehr oder weniger dunkelrot gefärbt ist. Mitunter kann er auch eine mehr rotbraune Färbung und eine rosa Stielbasis haben. Solche Formen wurden früher als var. vitiosa abgetrennt. Außerdem gibt es eine Laubwaldform, die früher als eigenständige Art (Dermocybe punicea) abgegrenzt wurde. Auch hier ist der Hut deutlich bräunlicher gefärbt, während die Lamellen und der Stiel purpurrot sind.
Sehr ähnlich ist der im Laubwald (vorwiegend unter Rotbuchen) wachsende Zinnoberrote Wasserkopf (C. cinnabarinus). Er ist in allen Teilen leuchtend zinnober- bis kirschrot und hat einen hygrophanen Hut. Ebenfalls ähnlich ist der Rotgenatterte Hautkopf (C. purpureus). Er besitzt blutrote Lamellen und ein hellrotes Velum, während der Hut rot- bis zimtbraun und der Stiel gelblich gefärbt ist. Außerdem könnte der Blutrote Hautkopf mit dem im Nadelwald wachsenden Blutblättrigen Hautkopf verwechselt werden, der einen zimtbraunen Hut und gelbrötliches Fleisch hat.

## Ökologie
Die Fruchtkörper erscheinen einzeln bis gesellig von August bis Oktober. Der Pilz wächst gern auf sauren Böden unter Fichten, oft inmitten von Torfmoosen (Sphagnum). Daher kann man ihn besonders in Mooren und in feuchten Nadelwäldern der Gebirge finden.

## Verbreitung

Europäische Länder mit Fundnachweisen des Blutroten Hautkopfs.
Länder mit Fundmeldungen
Länder ohne Nachweise
keine Daten
außereuropäische Länder

Der Blutrote Hautkopf kommt in Nordamerika (Kanada, USA), Zentralamerika (Costa Rica), Asien (Japan, Nordkorea, Südkorea), Australien und Europa vor.
Der Pilz ist in ganz West- und Mitteleuropa verbreitet, dabei ist sein Vorkommen zerstreut bis ortshäufig. Im Allgemeinen ist er im Flachland eher selten und in den Gebirgen häufiger anzutreffen. In England ist er ziemlich häufig, in Schottland seltener und in Irland und Nordirland gibt es nur wenige Nachweise. Auch in den Niederlanden ist der Pilz selten. In Südeuropa wurde er in Italien, Spanien und Portugal nachgewiesen, seine südöstliche Verbreitung ist weniger gut dokumentiert. In Bulgarien kommt er im Pirin- und dem Rila-Gebirge sowie in den Rhodopen vor. Er ist in ganz Fennoskandinavien verbreitet. In Norwegen reicht sein Verbreitungsgebiet bis zum 69. Breitengrad, in Schweden bis zum 66. und in Finnland bis zum 64. Breitengrad.

## Bedeutung
Alle Hautköpfe sind grundsätzlich keine Speisepilze, da sie giftig oder zumindest giftverdächtig sind. Da sich bei den Hautköpfen die (farbechten) Farbstoffe leicht mit Alkohol herauslösen lassen, sind sie gut zum Färben von Wolle und Kleidung geeignet.